# Johan Christian Wolff
Johan Christian Wolff, född 1844 i Sandhults socken, Älvsborgs län, död 1 juli 1902 i Malmö, var en svensk trädgårdsmästare.
Wolff, som var av danskt ursprung, medverkade vid Kungsparkens anläggning i Malmö. Han vistades därefter under några år i Göteborg, där en äldre bror ägde stora trädgårdsanläggningar. År 1884 blev han den förste innehavaren av posten som stadsträdgårdsmästare i Malmö stad, en befattning som han innehade till sin död. Han var ogift. 